# Freziera parva
Freziera parva är en tvåhjärtbladig växtart som beskrevs av Clarence Emmeren Kobuski. Freziera parva ingår i släktet Freziera och familjen Pentaphylacaceae. Inga underarter finns listade i Catalogue of Life.